# Tlstá (národní přírodní rezervace)
Tlstá je zrušená národní přírodní rezervace v katastrálním území obce Blatnica v okrese Martin na Slovensku. Chráněné území bylo vyhlášeno v roce 1981 a jeho rozloha byla 3066,04 hektaru. Předmětem ochrany byla dolomiticko-vápencová část Velké Fatry s výraznými krasovými jevy, se zachovalými společenstvy dubobukového až smrkového vegetačního stupně, s pestrou vysokohorskou i teplomilnou skalní vegetací a se slatinnými loukami. Rezervace byla k 1. lednu 2024 zrušena a její území začleněno do systému zón národního parku Velká Fatra. V území se nachází několik jeskyní, např.: Textorisové, Havranová, Stĺpová, Biela, Jelenia, V lome a Mažarná.

## Přístup
Po žluté turisticky značené trase č. 8639 (prochází bývalou NPR a končí na vrcholu Muráň), po modré turisticky značené trase č. 2724 (prochází územím), po zelené turisticky značené trase č. 5641 (prochází územím z vrcholu Ostrá na vrchol Tlstá)